# Tête Jaune Cache
Pour les articles homonymes, voir Tête jaune.
Tête Jaune Cache est un village situé dans le centre-est de la province de la Colombie-Britannique.